# Chmielewoj
Chmielewoj (ros. Хмелевой) – osiedle w Rosji, w obwodzie astrachańskim, w rejonie ikrianińskim. W 2010 liczyło 371 mieszkańców.